# (541117) 2018 RJ16
(541117) 2018 RJ16 es un asteroide perteneciente al cinturón de asteroides descubierto el 1 de octubre de 2000 por el equipo del Lincoln Near-Earth Asteroid Research desde el Laboratorio Lincoln, Socorro, Nuevo México, Estados Unidos.

## Designación y nombre
Designado provisionalmente como 2018 RJ16.

## Características orbitales
2018 RJ16 está situado a una distancia media del Sol de 2,354 ua, pudiendo alejarse hasta 2,910 ua y acercarse hasta 1,799 ua. Su excentricidad es 0,235 y la inclinación orbital 5,680 grados. Emplea 1319,96 días en completar una órbita alrededor del Sol.

## Características físicas
La magnitud absoluta de 2018 RJ16 es 17,4. 